# Тяжёлая артиллерия особого назначения
Тяжёлая артиллерия особого назначения (ТАОН) — российская артиллерия для стрельбы на большие дальности и эффективного поражения укрытых целей. 
В 1917 году в Вооружённых силах России формально сведена в артиллерийский корпус. В годы Первой мировой войны выполняла функции военного резерва: армейского или фронтового. Сохранившиеся формирования ТАОН стали основой для создания артиллерии резерва Главного командования (РГК) в Рабоче-крестьянской Красной армии (РККА). В годы Великой Отечественной войны, получившая название артиллерия РВГК, стала выполнять функции стратегического военного резерва.

## История
Тяжёлая артиллерия — в противоположность лёгкой имеющая более тяжёлое вооружение и снаряжение, на начало XX столетия это деление сохранилось только в кавалерии, но развитие военного дела вернуло её на места сражений и битв. В ВС России применялось словосочетание Позиционная артиллерия, к 1911 году это название повсюду было  заменено понятием тяжёлой артиллерии, которая подразделялась на полевую тяжёлую и тяжёлую (осадную) артиллерию. 
До Первой мировой войны 1914—1918 годов тяжёлая артиллерия также входила в состав крепостной, морской (береговой) и осадной артиллерии. В другом источнике указано что до мировой войны русская тяжёлая артиллерия подразделялась на осадную, применяемую при осаде крепостей, на крепостную для вооружения сухопутных крепостей и на береговую артиллерию, предназначенную для вооружения приморских крепостей.
Полевая тяжёлая артиллерия находилась в этот период в стадии сформирования, хотя необходимость в ней остро ощущалась ещё в Русско-японской войне 1904—1905 годов. Так в 1910 году был сформирован Первый тяжёлый артиллерийский дивизион, Первый Сибирский тяжёлый артиллерийский дивизион и другие формирования рода оружия.
Высочайше установлено, 20 мая 1911 года, обмундирование полевой пешей артиллерии с шифровками на погонах и эполетах — из специального знака артиллерии и под ним шифровка. например для Первого тяжёлого артиллерийского дивизиона — 1.Тж..
К 1914 году в полевых войсках России было 8 дивизионов (всего 24 батареи) полевой тяжёлой артиллерии, уступая по количеству формирований вероятному противнику.
Уже в начале Первой мировой войны, носившей позиционный характер, стало ясно, что без тяжёлой артиллерии невозможно успешное наступление войск, так как для этого требовалось не только разрушение первой линии обороны противника, но и последующих, с их прочными укрытиями и огневыми средствами, недосягаемыми для обычной полевой артиллерии. Поэтому особое внимание в ходе Великой войны уделялось усилению полевой тяжёлой артиллерии, вобравшей в себя и функции осадной артиллерии, в первую очередь за счёт крепостной и береговой артиллерий. Батареи тяжёлой артиллерии формировались в составе двух — 6 орудий и сводились по два — четыре в дивизионы, а последние — в полки и бригады. Существовали также отдельные дивизионы и батареи.
На рубеже 1916 и 1917 годов по инициативе генерал-инспектора артиллерии великого князя Сергея Михайловича, сформирован резерв Главного командования под названием «тяжёлая артиллерия особого назначения» (ТАОН) в составе шести артиллерийских бригад (338 орудий), в целях секретности формально сведённых в 48-й армейский корпус. Организация ТАОН была разработана особой комиссией под председательством начальника Управления артиллерии (Упарт). Формирование производилось в Царском селе, а доформирование и боевая подготовка — в тылу Западного фронта (в районе Смоленска, Рославля, Ельни, Вязьмы, Можайска, и Ржева). Всего за весь период Великой войны создано около 550 батарей ТАОН, имевших в своём составе свыше 2 000 орудий.

## Состав

### Начало 1917 года
В начале 1917 года ТАОН состоял из шести тяжёлых артиллерийских бригад, распределённых по фронтам:
- Юго-Западный фронт
  - 200-я тяжёлая артиллерийская бригада (1: 4/8 280-мм гаубиц Шнейдера; 1: 3/6 12-дюймовых гаубиц ОСЗ; 1: 2/8 6-дм. в 200 пудов; 1: 3/12 6-дм. гаубиц; 1: 3/12 120-мм ОСЗ; 1: 3/12 120-мм французских пушек)
  - 202-я тяжёлая артиллерийская бригада (1: 4/8 12-дм. гаубиц Виккерса; 1: 3/12 8-дм. гаубиц Виккерса; 1: 2/8 6-дм. в 200 пудов; 1: 3/12 6-дм. гаубиц; 1: 3/12 120-мм французских пушек)
  - 204-я тяжёлая артиллерийская бригада (1: 4/8 280-мм гаубиц Шнейдера; 1: 3/12 8-дм. гаубиц Виккерса; 1: 3/6 6-дм. пушек Шнейдера; 1: 2/8 6-дм. в 200 пудов; 1: 3/12 6-дм. гаубиц; 1: 4/16 120-мм ОСЗ)
  - 205-я тяжёлая артиллерийская бригада (2 отд. батареи/4 10-дм. пушки; 2: 4/8 6-дм. Канэ; 2: 6/12 6-дм. пушек Шнейдера; 1: 3/12 6-дм. гаубиц; 2/8 6-дм. в 200 пудов; 1: 2/6 120-мм британских) (всего в бригадах 222 орудия)
- Западный фронт
  - 201-я тяжёлая артиллерийская бригада (1: 3/6 12-дюймовых гаубиц ОСЗ; 1: 3/12 8-дм. гаубиц Виккерса; 1: 2/8 6-дм. в 200 пудов; 1: 6/24 6-дм. гаубиц; 1: 3/12 120-мм французских пушек) (всего 62 орудия)
- Северный фронт
  - 203-я тяжёлая артиллерийская бригада (1: 3/6 12-дм. гаубиц ОСЗ; отд. батарея/2 10-дм. пушки; 1: 3/12 8-дм. гаубиц Виккерса; 1: 3/6 6-дм. пушек Шнейдера;  1: 2/8 6-дм. в 200 пудов; 1: 2/8 6-дм. британских гаубиц; 1: 3/12 120-мм французских пушек) (всего 54 орудия)

(Число дивизионов: батарей/орудий на весну 1917 года)

### Распределение тяжёлой артиллерии по фронтам к весенним операциям 1917 года
| Наименование формирований | Калибр орудий в мм | Количество батарей                                 | Количество орудий                                        | Примечания |
| --- | --- | -------------------------------------------------- | -------------------------------------------------------- | ---------- |
| Северный фронт - 8-я полевая тяжёлая артиллерийская бригада - 9-я полевая тяжёлая артиллерийская бригада - 13-я полевая тяжёлая артиллерийская бригада - 14-я полевая тяжёлая артиллерийская бригада - 15-я полевая тяжёлая артиллерийская бригада - 1-я осадная артиллерийская бригада - 4-й осадный артиллерийский полк - 5, 10, 12, 15, 27, 36, 37 и 38-й отдельные полевые тяжёлые артиллерийские дивизионы - Ивангородский тяжёлый артиллерийский дивизион - 1-й Ревельский морской тяжёлый артиллерийский дивизион - 2-й Ревельский морской тяжёлый артиллерийский дивизион - Отдельная гаубичная Ревельская батарея | - 152 и 107 - 152 и 107 - 152 и 107 - 152 и 107 - 152 и 107 - 229 и 280 - разные - 152 и 107 - 152 - 254 и 305 - 305 - 152 | - 9 - 6 - 9 - 9 - 9 - 12 - 16 - 27 - 2 - 3 - 1 - 1 | - 36 - 24 - 12 - 12 - 12 - 24 - 64 - 108 - 8 - 6 - 2 - 2 | -          |
| ТАОН - Батарея Б - Батарея В - Батарея Г - Батарея Е - Батарея М - 200-пудовая батарея | - 152 - 305 - 203 - 120 - 152 - 152                                                                                        | - 3 - 2 - 3 - 3 - 3 - 2                            | - 6 - 4 - 12 - 12 - 12 - 8                               | -          |
| Западный фронт - 7-я полевая тяжёлая артиллерийская бригада - 10-я полевая тяжёлая артиллерийская бригада - 11-я полевая тяжёлая артиллерийская бригада - 12-я полевая тяжёлая артиллерийская бригада - Гвардейский полевой тяжёлый артиллерийский дивизион - 6, 8, 17, 18 и 32-й отдельные полевые тяжёлые артиллерийские дивизионы - 1, 2, 3 и 4-й отдельные Сибирские тяжёлые артиллерийские дивизионы - Ивангородский тяжёлый артиллерийский дивизион - Отдельная австрийская батарея | - 152 и 107 - 152 и 107 - 152 и 107 - 152 и 107 - 152 и 107 - 152, 107 и 105 - 152 и 107 - 152 - 104                       | - 9 - 9 - 9 - 6 - 3 - 15 - 12 - 3 - 1              | - 12 - 12 - 12 - 24 - 12 - 60 - 48 - 12 - 4              | -          |
| ТАОН - Батарея В - Батарея Г - Батарея Е - 200-пудовая батарея - Батарея крепостных гаубиц | - 305 - 203 - 120 - 152 - 152                                                                                              | - 2 - 3 - 3 - 2 - 6                                | - 4 - 12 - 12 - 8 - 24                                   | -          |
| Юго-Западный фронт - 6-я полевая тяжёлая артиллерийская бригада - 9-я полевая тяжёлая артиллерийская бригада - 12-я полевая тяжёлая артиллерийская бригада - Осовецкая тяжёлая артиллерийская бригада - 3, 7, 11, 13, 14, 16, 19, 20, 21, 22, 23, 30, 33 и 35-й отдельные тяжёлые дивизионы - 3, 4, 5, 8, 10, 11 и 12 отдельные осадные артиллерийские дивизионы - 4-я батарея Канэ | - 152 и 107 - 152 и 107 - 152 и 107 - 152 и 107 - 152, 107 и 105 - 152 и 107 - 152                                         | - 9 - 9 - 9 - 6 - 18 - 15 - 1                      | - 12 - 12 - 12 - 24 - 72 - 60 - 4                        | -          |
| ТАОН - Батарея А - Батарея Б - Батарея В - Батарея Г - Батарея Д - Батарея Е - Батарея Ж - 120-пудовая батарея - 200-пудовая батарея - Батарея крепостных гаубиц - Батарея Канэ - 10-дюймовая береговая батарея | | - 2 - 3 - 3 - 2 - 6                                | - 4 - 12 - 12 - 8 - 24                                   |            |

## Командный состав (период)

### Начальник ТАОН
- генерал-майор Шейдеман, Георгий Михайлович (17.01.1917 — 05.06.1917)

### Начальник штаба
- генерал-майор Яковенко-Маринич, Николай Иванович

### Заведывающий артиллерийским снабжением
- полковник Тихоцкий, Николай Львович (18.05.1917 — 02.1918)